# クレオパトラの夢
「クレオパトラの夢」（Cleopatra's Dream）は、ジャズ・ピアニストのバド・パウエルの楽曲。1959年にリリースされたスタジオ・アルバム『ザ・シーン・チェンジズ』 のオープニング・ナンバーとして収録されている。
耳に残る印象的な曲調で、特に日本のファンに圧倒的な人気を誇っている曲である。小川隆夫は「かつてジャズ喫茶全盛の頃、この曲がかからなかった日はなかったほどヒットしたものだ」と振り返っている。「クレオパトラの夢」という想像力をかきたてるタイトルと、どこかエキゾチックな主題メロディー、連続する親しみやすいフレーズのアドリブ、といった3つの要素が相まって、ジャズの水先案内人的な定番曲となっている。ちなみに、収録アルバム『ザ・シーン・チェンジズ』のジャケット写真でバド・パウエルの右側から顔をのぞかせているのは、当時3歳の愛息アール・ダグラス・ジョン・パウエルである。

## 演奏者
- バド・パウエル – ピアノ
- ポール・チェンバース – ベース
- アート・テイラー – ドラム

## カヴァー
- 秋吉敏子 - アルバム『リメンバリング・バド〜クレオパトラの夢（英語版）』（1990年）に収録[5]。ただし、秋吉はデビュー前からパウエルの信奉者だったにもかかわらず、この曲が日本のジャズ喫茶で人気を博していた頃には日本を離れており、同アルバムを制作するまで本作を覚えておらず、制作者側の依頼により録音したという[4]。
- 渡辺香津美ニューエレクトリックトリオ - アルバム『モ・バップII』（2004年）に収録[6]。
- 高瀬アキ&ルディ・マハール（英語版） - アルバム『Evergreen』（2009年）に収録[7]。
- bohemianvoodoo - アルバム『Aromatic』（2014年）に収録[8]。
- 甲田まひる - 「甲田まひる a.k.a. Mappy」名義のアルバム『PLANKTON』（2018年）に収録[9]。

## 参考資料
- ザ・シーン・チェンジズ (ライナーノーツ). バド・パウエル. EMIミュージック・ジャパン. 2009. TOCJ 8512。